# Municipio de Garfield (condado de Clay, Iowa)
El municipio de Garfield (en inglés: Garfield Township) es un municipio ubicado en el condado de Clay en el estado estadounidense de Iowa. En el año 2010 tenía una población de 261 habitantes y una densidad poblacional de 2,79 personas por km².

## Geografía
El municipio de Garfield se encuentra ubicado en las coordenadas 42°56′46″N 94°59′00″O / 42.94611, -94.98333. Según la Oficina del Censo de los Estados Unidos, el municipio tiene una superficie total de 93.45 km², de la cual 93,36 km² corresponden a tierra firme y (0,09 %) 0,09 km² es agua.

## Demografía
Según el censo de 2010, había 261 personas residiendo en el municipio de Garfield. La densidad de población era de 2,79 hab./km². De los 261 habitantes, el municipio de Garfield estaba compuesto por el 99,62 % blancos, el 0,38 % eran afroamericanos. Del total de la población el 0 % eran hispanos o latinos de cualquier raza.